# هاري ماركويتز
هاري ماركوفيتش (بالإنجليزية: Harry Markowitz)‏ هو عالم اقتصادي أمريكي. ولد عام 1927 في شيكاغو، وكان الابن الوحيد لموريس ماركويتش. تأثر ماكوفيتش في طفولتة بالكساد الكبير قبيل الحرب العالمية الثانية، ثم التحق بجامعة شيكاغو وحين نال درجة البكالوريوس قرر التخصص في دراسة الاقتصاد الجزئي والكلي، ولكن في النهاية اختار «اقتصاد عدم التحديد» (بالإنجليزية: Economics of Uncertainty)‏.
انضم إلى مؤسسة راند في عام 1952، وخلال 38 عاما عمل مع كثير من العلماء في شتى المواضيع. لكن تركيزه كان على تطبيقات تقنيات الحاسوب أو التقنيات الرياضية وصولا إلى المشاكل العملية التطبيقية، خصوصا مشكلات القرارات التجارية في ظل عدم اليقين.
في عام 1989 منح جائزة فون نيومان في بحوث العمليات عن «نظرية العمليات» من جمعية البحوث الأمريكية ومعهد العلوم الإدارية، وقد طور تقنيات مصفوفه سيمسكريبت كلغة للبرمجة لحل العديد من المشاكل العملية، كما شارك في بناء نماذج المحاكاة السوقية الكبيرة وقد طبقت عمليا على شركات كبري مثل جنرال إلكتريك. في أوائل ستينيات القرن العشرين ترك مؤؤسة راند، ثم عاد إليها لغرض تطوير لغة برمجة جديدة، واستمر هناك حتى فوزة بجائزة نوبل سنة 1990.

## روابط خارجية
- هاري ماركويتز على موقع الموسوعة البريطانية (الإنجليزية)
- هاري ماركويتز على موقع مونزينجر (الألمانية)
- هاري ماركويتز على موقع إن إن دي بي (الإنجليزية)